# 185 (szám)
A 185 (száznyolcvanöt) a 184 és 186 között található természetes szám.
Húszszögszám.
A 185 kétféleképpen is kifejezhető két négyzetszám összegeként:
{\displaystyle 185=13^{2}+4^{2}=11^{2}+8^{2}}
A 185 félprím, mert két prímszám szorzata.